# Afriqiyah-Airways-Flug 771
Am 12. Mai 2010 verunglückte ein Airbus A330-202 auf dem Afriqiyah-Airways-Flug 771 (Flugnummer: 8U771 beziehungsweise AAW771) von Johannesburg nach Tripolis, nachdem die Besatzung den Landeanflug wegen fehlender Bodensicht abgebrochen und daraufhin in niedriger Flughöhe ein Durchstartmanöver eingeleitet hatte. Die Maschine schlug um 5:01 Uhr Ortszeit (04:01 UTC) etwa 1,2 Kilometer vor und um 150 Meter südlich versetzt zur Landebahn 09 des Tripoli International Airports auf.
An Bord befanden sich 93 Passagiere sowie 11 Besatzungsmitglieder, darunter 13 libysche Staatsangehörige und 71 Niederländer. Ein 9-jähriger Junge aus den Niederlanden überlebte den Unfall.

## Flugzeug
Der Airbus A330-202  (Kennzeichen: 5A-ONG, Seriennummer: 1024) war mit zwei General-Electric-CF6-80E1A3-Triebwerken ausgestattet. Das Flugzeug hatte am 12. August 2009 seinen Erstflug und wurde im September 2009 vom Hersteller direkt an Afriqiyah Airways ausgeliefert. Bis zum Unfall absolvierte die Maschine 420 Starts und Landungen sowie 1.600 Flugstunden.

## Unfallhergang

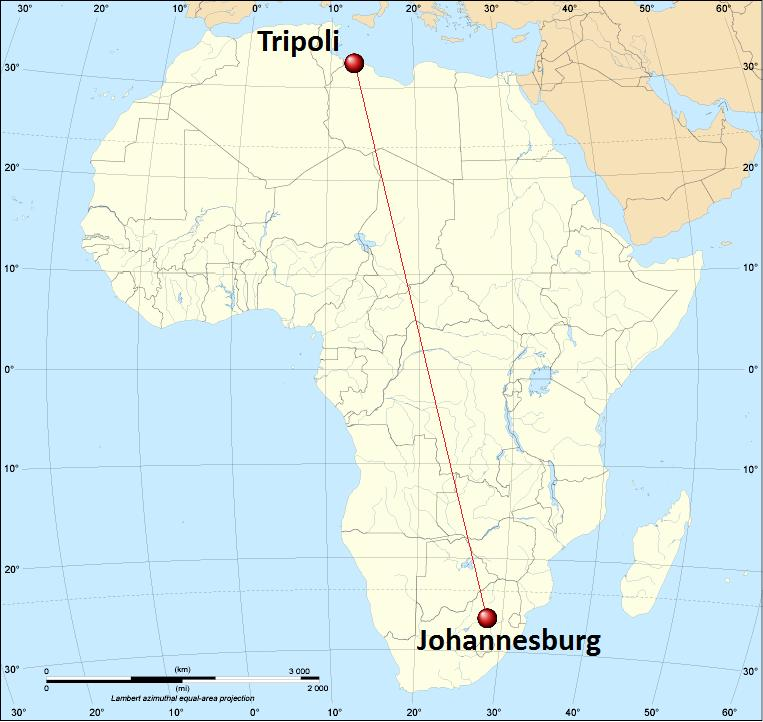
Route des Afriqiyah-Airways-Flugs 771

Die Maschine startete am 11. Mai 2010 um 19:45 Uhr Ortszeit in Johannesburg. Der Linienflug wurde vom Ersten Offizier durchgeführt, während der Flugkapitän die Funktion des „pilot not flying“ übernahm. Um 04:18 Uhr Ortszeit (03:18 UTC) nahmen die Piloten erstmals Kontakt mit der Flugsicherung in Tripolis auf. Bis zum Beginn des Landeanflugs gab es keine besonderen Vorkommnisse.
Die Piloten erhielten um 04:50 Uhr (03:50 UTC) die aktuellen Wetterinformationen (METAR). Demnach sollten zur Ankunftszeit gute Wetter- und Sichtbedingungen am Zielflughafen vorliegen. Als der Airbus südlich des Flughafens in die Platzrunde zur Landung auf der Bahn 09 eindrehte, hatte sich die Sichtweite aufgrund von Frühdunst erheblich verringert. Um 04:59 Uhr (03:59 UTC) wurde die Maschine von der Anflugkontrolle an den Kontrollturm überstellt. Der Fluglotse erteilte die Freigabe, den Anflug fortzusetzen und bat um Mitteilung, sobald die Piloten die Landebahn in Sicht hätten. Etwa eine Minute später wurde die Besatzung von einem Flugkapitän der Gesellschaft gerufen, der soeben mit seiner Maschine in Tripolis gelandet war. Der Kapitän wies darauf hin, dass der Flughafen unter einer Nebelbank liege und die Sichtbedingungen im Endanflug schlecht seien.
Um 05:00:30 Uhr (04:00:30 UTC) durchflog der Airbus die Mindestsinkflughöhe von knapp 190 Meter (620 Fuß). Zu diesem Zeitpunkt befand sich die Maschine rund 3,7 Kilometer (2 NM) vor dem Fehlanflugpunkt, an dem ein Durchstarten eingeleitet werden muss. Die Piloten setzten den Anflug für 12 Sekunden fort, ohne dass sie einen Sichtkontakt zur Landebahn herstellen konnten. In einer Flughöhe von circa 85 Metern (280 Fuß) löste das Terrain Awareness and Warning System (TAWS) einen Bodenannäherungsalarm aus („Too low, terrain!“). Der Kopilot brach danach den Anflug sofort ab, deaktivierte den Autopiloten und leitete ein manuelles Durchstartmanöver ein. Während die Maschine mit Startleistung stieg, wurden vom Kopiloten mehrere abwärtsgerichtete Steuerimpulse auf das Höhenruder gegeben, durch die der Airbus in einer Höhe von nur 150 Metern (450 Fuß über Boden bzw. 670 Fuß QNH) wieder in einen Sinkflug überging. Das Flugzeug schlug um 05:01:14 Uhr mit einer Sinkrate von rund 1.340 m/min und einer Geschwindigkeit von etwa 480 km/h (260 Knoten) auf.

## Unfallursache
Die Untersuchung des Unfalls erfolgte durch die libysche Luftfahrtbehörde. Der Flugzeughersteller Airbus, die französische Untersuchungsbehörde BEA, das US-amerikanische National Transportation Safety Board sowie die südafrikanische und niederländische Luftfahrtbehörde entsandten Vertreter. Nach einer Auswertung des Flugschreibers gaben die libyschen Behörden am 14. August 2010 bekannt, dass es keinen Hinweis auf technische Probleme, Feuer oder Explosionen vor dem Absturz gebe. Es habe auch keine Probleme mit dem Treibstoff gegeben und die Besatzung habe keine Unterstützung angefordert.
Laut Abschlussbericht wurde der Unfall durch eine mangelhafte Zusammenarbeit und Aufgabenteilung der Piloten nach dem Einleiten des Durchstartmanövers verursacht. Dies führte dazu, dass beide Piloten die Fluglage der Maschine falsch einschätzten und der Airbus von ihnen in den Boden gelenkt wurde.
Während das Flugzeug nach dem Durchstarten in einem anfänglichen Winkel von 12 Grad stieg, fuhr der Kapitän das Fahrwerk ein und setzte die Landeklappen auf Startkonfiguration. Von Seiten des Kapitäns, der als „pilot not flying“ zuständig für die Überwachung der Instrumente war, erfolgten aber weder Ausrufe zum Steigwinkel noch zur Flughöhe. Stattdessen schien es, dass sich der Kapitän ausschließlich auf die Überwachung der Geschwindigkeit konzentrierte. Vom Kopiloten wurde die Höhenanzeige ebenfalls nicht beachtet. Weil zudem im Nebel kein Bezugspunkt am Boden sichtbar war und die Leistung der Triebwerke zum Durchstarten maximal erhöht wurde, empfand der Kopilot den Steigwinkel wahrscheinlich als zu steil. In den ersten 21 Sekunden nach dem Einleiten des Manövers gab der Kopilot mehrere Steuerimpulse auf das Höhenruder, wodurch sich der Steigflug zunehmend abflachte und die Maschine schließlich in 150 Metern Höhe wieder zu sinken begann. Anschließend führte auch der Kapitän einen weiteren nach unten gerichteten Ruderausschlag aus, ohne dem Kopiloten mitzuteilen, dass er die Kontrolle des Flugzeugs übernehmen wollte. Aufgrund der vermuteten räumlichen Desorientierung beider Piloten blieb der Sinkflug von ihnen bis kurz vor dem Aufprall unbemerkt.
Einen möglichen Grund, weshalb der Kapitän ausschließlich die Geschwindigkeit, nicht aber die Höhe überwachte, sahen die Ermittler in einem  fehlerhaften Durchstartmanöver, das beide Piloten gemeinsam am 28. April 2010 im selben Flugzeug ausgeführt hatten. Bei diesem Vorfall, der zwei Wochen vor dem Unfall passiert war, wurde ein Overspeed-Alarm ausgelöst, weil die Maschine die maximal zulässige Geschwindigkeit überschritten hatte. Als weitere Unfallfaktoren nennt der Abschlussbericht die ungenauen Wetterinformationen und eine mögliche Übermüdung der Piloten.